# Форш Валентин Федорович
Валентин Федорович Форш (1909, село Ташлик, тепер Григоріопольського району, Придністровська Молдавська Республіка, Молдова — 16 грудня 1942, місто Красноармійськ Сталінградської області, тепер Красноармійський район міста Волгограда, Російська Федерація) — молдавський радянський діяч, народний комісар освіти Молдавської РСР. Член ЦК КП(б) Молдавії в 1941—1942 роках. Депутат Верховної Ради Молдавської РСР 1-го скликання (в 1941—1942 роках). Депутат Верховної Ради СРСР 1-го скликання (в 1941—1942 роках).

## Біографія
Народився в селянській родині.
Освіта вища, вчитель біології.
Член ВКП(б) з 1932 року.
У 1932—1933 роках — завідувач навчальної частини, в 1933—1934 роках — директор Молдавської обласної радпартшколи в місті Тирасполі.
У 1934—1935 роках — завідувач навчальної частини Молдавського педагогічного технікуму в Тирасполі.
У 1935—1936 роках — у Червоній армії.
У 1937—1939 роках — директор Молдавського педагогічного технікуму в Тирасполі.
У 1939 — серпні 1940 року — заступник народного комісара освіти Молдавської АРСР.
У серпні 1940 — липні 1941 року — народний комісар освіти Молдавської РСР.
З початку німецько-радянської війни перебував в евакуації в Москві. 29 травня 1942 року мобілізований Октябрським районним комісаріатом міста Москви та відправлений до 359-го запасного стрілецького полку 14-ї запасної стрілецької дивізії. З жовтня 1942 року служив командиром 1-го відділення 1-ї стрілецької роти 823-го стрілецького полку 302-ї стрілецької дивізії 51-ї армії Південного фронту. Важко поранений у боях.
16 грудня 1942 року помер від ран у польовому госпіталі № 751 у місті Красноармійську Сталінградської області (тепер у складі міста Волгограда).

## Звання
- старший сержант
- лейтенант (1943, посмертно)

## Нагороди
- медаль «За бойові заслуги» (30.01.1943, посмертно)
- медалі